# Fontaine-le-Bourg
Fontaine-le-Bourg – miejscowość i gmina we Francji, w regionie Normandia, w departamencie Sekwana Nadmorska.
Według danych na rok 1990 gminę zamieszkiwało 1420 osób, a gęstość zaludnienia wynosiła 116 osób/km² (wśród 1421 gmin Górnej Normandii Fontaine-le-Bourg plasuje się na 157. miejscu pod względem liczby ludności, natomiast pod względem powierzchni na miejscu 234.).